# Renfe Mercancías

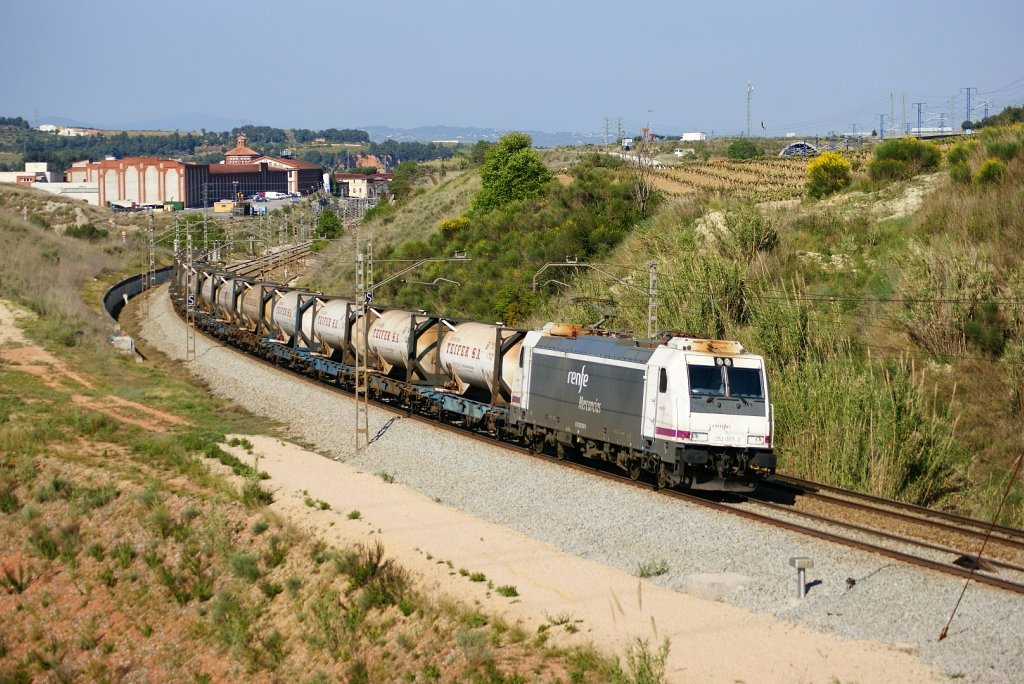
Güterzug bei Sant Sadurní d’Anoia (2011)

Renfe Mercancías S.M.E., S.A. ist ein Eisenbahnverkehrsunternehmen in Spanien. Renfe Mercancías ist ein Tochterunternehmen der Renfe. Das Unternehmen wurde im Dezember 2013 gegründet und hat seinen Sitz in Madrid.
Renfe Mercancías ist im Schienengüterverkehr aktiv und transportiert Container, Rohstoffe und Produkte für die Stahlindustrie, Autos, feste und flüssige Schüttgüter, Holz und Papier und palettierte Produkte. Die Transportleistung lag 2021 bei 2,5 Milliarden tkm (zum Vergleich: luxemburgische CFL Cargo 2,6 Mill tkm).
2021 wurden die Güterverkehrsleistungen im meterspurigen Streckennetz an die Constru-Rail, ein gemeinsames Tochterunternehmen von Renfe Mercancías und Continental Rail, übergeben.

## Beteiligungen
Renfe Mercancías ist an verschiedenen Unternehmen beteiligt. Beispiele:
- Pecovasa (Automobillogistik; seit Ende 2023 100 % Renfe Mercancías[4])
- Conte Rail (50 %; restliche Anteile bei CSP Spain)
- Constru-Rail (49 % Renfe Mercancías; 51 % Continental Rail[4])
- LogiRail (34 % Renfe Mercancías; je 33 % bei Renfe Viajeros und Renfe Fabricación y Mantenimiento[4])
- Transfesa (10,94 %; 84,03 % der Anteile bei DB[4])

## Fuhrpark
Für die 2020er Jahre sieht Renfe Mercancías folgende Investitionen in Schienenfahrzeuge vor:
- Beschaffung von 24 Lokomotiven bei Stadler Rail (über 300 Millionen Euro)
- Beschaffung von 149 Güterwagen (38 Millionen Euro)
- Aufrüstung von 28 Lokomotiven der RENFE-Baureihe 253 mit ERTMS (13,5 Millionen Euro).[5]